# Карсдорф
Карсдорф (њем. Karsdorf) општина је у њемачкој савезној држави Саксонија-Анхалт. Једно је од 43 општинска средишта округа Бургенланд. Према процјени из 2010. у општини је живјело 1.943 становника. Посједује регионалну шифру (AGS) 15084250.

## Географски и демографски подаци
Карсдорф се налази у савезној држави Саксонија-Анхалт у округу Бургенланд. Општина се налази на надморској висини од 149 метара. Површина општине износи 19,8 km². У самом мјесту је, према процјени из 2010. године, живјело 1.943 становника. Просјечна густина становништва износи 98 становника/km².